# 大黑森
大黑森（德語：Groß-Hessen）是第二次世界大戰結束時美國軍事管理部門為德國領土劃分的臨時名稱。 它由盟國管制理事會於1945年9月19日成立，並於1946年12月1日成為了現代德國的黑森州。